# هنگکین
هنگکین (به لاتین: Hengqin) یک جزیره و district of China در جمهوری خلق چین است که در Zhuhai / Macau (leased lands) واقع شده‌است.

## خصوصیات
هنگکین ۱۰۶٫۴۶ کیلومترمربع مساحت و ۶٬۳۰۰ نفر جمعیت دارد.